# 康伯
康伯（こうはく）は、衛の第2代君主。『史記索隠』が引く譙周の『古史考』では牟伯とする。周の文王の孫にあたり、『春秋左氏伝』では王孫牟と称される。西周の青銅器銘文に見られる伯懋父も康伯のことであると考えられている。

## 生涯
康叔の子。斉の丁公、晋侯燮、魯公伯禽と共に康王に仕えた。劉起釪によると、周公が三監の乱を鎮圧する際、姫髦は父の康叔から遣わされた軍を率いていたとされる。東征の後、康叔が衛に封じられ、姫髦は衛に程近い鄘に封じられた。ただし実際の姫髦の封地は鄘の東端部分であり、大部分は周公の子の伯禽に与えられたとされる。康叔が周の司寇に任じられた後、姫髦が自らと父の封地を合わせて、諸侯国としての衛が成立したと考えられている。殷の八師を統帥して叛乱を起こした東夷を征討したと伝えられている。
康伯の死後、子の孝伯が伯位を継承した。

## 参考資料
- 李珮瑜『西周出土銅器銘文之組成類型研究（精裝本）』万巻楼、2019年1月11日。ISBN 978-9577399946。
- 程元敏『尚書周誥十三篇義證』万巻楼、2017年5月1日。ISBN 978-9864780686。
- 『史記』巻三十七 衛康叔世家第七
- 『春秋左氏伝』昭公

| スタブアイコン | サブスタブ | この項目は、まだ閲覧者の調べものの参照としては役立たない、人物に関連した書きかけの項目です。この項目を加筆・訂正などしてくださる協力者を求めています（P:人物伝/PJ:人物伝）。 |